# Vions
Vions – miejscowość i gmina we Francji, w regionie Owernia-Rodan-Alpy, w departamencie Sabaudia.
Według danych na rok 1990 gminę zamieszkiwało 276 osób, a gęstość zaludnienia wynosiła 48 osób/km² (wśród 2880 gmin regionu Rodan-Alpy Vions plasuje się na 1353. miejscu pod względem liczby ludności, natomiast pod względem powierzchni na miejscu 1454.).